# Fanambana
Fanambana – rzeka w północnej części Madagaskaru. Jej źródła znajdują się w Marojejy, przecina Route nationale 5a w pobliżu Morafeno i wpada do Oceanu Indyjskiego, na południe od Vohemar.